# ライフデザイン学科
ライフデザイン学科（life design）日本の大学に設置されている学科。ライフデザイン総合学科という名称も使用され設置されている。本項ではこれについても掲載する。

## 概要
- ライフデザイン学科やコース、専攻では大学によって内容に違いがある。食物や服飾に関する専門教育を教育するライフデザイン学科や江戸川大学のようにレジャー・観光プランニングコースなどを有する大学もある。朝霞キャンパスにライフデザイン学部がある東洋大学は人間環境デザイン学科や介護福祉士養成施設の生活支援学科介護福祉士コースなどが設置されている。東北工業大学のライフデザイン学部もプロダクトデザイン学科系のクリエイティブデザイン学科などがあり、大阪芸術大学 芸術学部 デザイン学科ライフデザインコース、旧東横学園女子短期大学ライフデザイン学科などインダストリアルデザインやインテリアデザイン学科系として設置されている。
- 慶應義塾大学大学院理工学研究科に総合デザイン工学専攻ライフデザイン工学専修がある。

おもな設置大学
- 今治明徳短期大学ライフデザイン学科（介護福祉コース、食物栄養コース、製菓製パンコース）
- 八戸学院短期大学ライフデザイン学科(「医療・福祉」、「観光・レジャー」、「食」 )
- 東横学園女子短期大学ライフデザイン学科(生活学科を改組して)
- 江戸川大学社会学部ライフデザイン学科
- 大妻女子大学家政学部ライフデザイン学科
- 京都光華女子大学短期大学部ライフデザイン学科(地域総合科学に認定)

（ライフデザイン総合学科）
- 大手前短期大学 ライフデザイン総合学科（住環境系）
- 四條畷学園短期大学ライフデザイン総合学科
- 大阪国際大学短期大学部ライフデザイン総合学科
- 別府溝部学園短期大学ライフデザイン総合学科(旧来の服飾デザイン学科を改組。ファッション分野）
- 大手前短期大学ライフデザイン総合学科(「ファッションビジネス」など）
- 愛知大学短期大学部ライフデザイン総合学科(旧来あった複数の学科を統合）
- 大阪国際大学短期大学部ライフデザイン総合学科(家政科、国際文化学科を改組)
- 文教大学女子短期大学部家政科→ライフデザイン学科：｢生活文化｣・｢生活福祉｣の各コースがあった

（コース等）
- 京都華頂大学現代家政学科（児童コース、ライフデザインコース、人間福祉学コース）
- 別府大学短期大学部...地域総合科学科ライフデザイン分野
- 姫路日ノ本短期大学幼児教育科ライフデザインコース
- 秋田栄養短期大学生活文化専攻→ライフデザイン専攻：募集は2004年度まで
- 実践女子大学短期大学部ライフデザインコース（福祉系の科目も含まれている）
- 京都ノートルダム女子大学・ライフデザイン領域
- 目白大学短期大学部生活科学科園芸ライフデザインコース
- 名古屋文化短期大学Ⅱ部：ライフデザインコースが設置されていた
- 札幌国際大学社会学部ビジネス社会学科ライフデザインコース
- 佛教大学社会福祉学部 社会福祉学科ライフデザインコース
- 昭和女子大学短期大学部文化創造学科科目群のひとつに｢ライフデザイン｣